# Banu Salama
Los Banu Salama —en árabe بنو سلامة, Banū Salāma, literalmente «descendentes de Salama»— fue una familia musulmana que gobernó la cora de Huesca durante el último cuarto del siglo VIII.

## Orígenes
Los orígenes de esta familia son inciertos. El historiador andalusí Ahmad ibn Umar al-Udhrí (siglo XI) afirmaba que eran tuyibíes, un clan yemení que se instaló en la península ibérica con la conquista árabe. Sin embargo, según el historiador Ibn Hazm, los núcleos tuyibíes eran Saraqusta, Daroca y Calatayud.
El historiador Alberto Cañada los hace en cambio miembros de los Banu Qasi, con orígenes hispanorromanos y convertidos al Islam. Según Cañada, los Banu Salama son descendentes del conde Casio a través de su hijo Abu-Salama ibn Qassi. Así pues, estarían emparentados con Musa I de Saraqusta y el resto de los Banu Qasi que gobernaron buena parte del valle del Ebro durante los siglos VIII a X.

## Señores de Huesca
Pocos años después de la conquista musulmana de Waixqa (nombre árabe de Huesca), los Banu Salama se sublevaron y tomaron el poder de la ciudad durante casi todo el siglo VIII. Su gobierno fue marcado por la tiranía y los habitantes de Waixqa los dieron la espalda. El año 797, el caudillo militar Bahlul ibn Marzuq depuso a Abu Taur de Huesca y acabó con los Salama.